# Jan Nowee
Johannes (Jan) Nowee (Arnhem, 17 juli 1901 - Den Haag, 9 oktober 1958) was een Nederlandse schrijver van kinder- en jeugdboeken.

## Leven en werk
Nowee werd in 1901 in Arnhem geboren als zoon van de winkelier Jacobus Nowee en Jacoba Carolina Borsten. Nowee was onderwijzer en hoofd van een school. Hij schreef diverse kinderboeken, die vanaf 1926 werden uitgegeven door Spaarnestad. In dat jaar publiceerde hij "Lotgevallen van een straatjongen". Ook schreef hij educatieve boeken - onder andere onder de titel Gouderts - voor het lager onderwijs. Het meest bekend werd Nowee echter door de serie jeugdboeken over de figuren Arendsoog en Witte Veder. Hij begon met deze serie in 1935 toen hij ontdekte dat er behoefte bestond aan avontuurlijke boeken over het zogenaamde "Wilde Westen". Van deze serie verschenen tot zijn overlijden in 1958 19 delen.  Deze jeugdserie werd uitgegeven door Malmberg, die ook ander werk van Nowee uitgaf. De boeken in de serie Arendsoog zijn in meerdere talen vertaald. Nowee voegde daarnaast ook andere kinder- en jeugdboeken aan zijn werk toe.
Nowee trouwde op 1 juni 1927 te Den Haag met Alida Maria van der Lem. Uit hun huwelijk werden veertien kinderen geboren, zeven jongens en zeven meisjes. Hij overleed in oktober 1958 op 57-jarige leeftijd in zijn woonplaats Den Haag, waar hij ligt begraven op Sint Petrus Banden. Hij was toen hoofd van de Sint-Paulusschool in Den Haag. Nowee was onderscheiden met het erekruis Pro Ecclesia et Pontifice. Zijn zoon Paul maakte het door zijn vader begonnen 20e deel in de serie Arendsoog af en voegde vervolgens nog zelf 43 delen aan deze serie toe.

## Straatnamen
In Wageningen werd de Noweestraat naar Jan en Paul Nowee genoemd. Twee andere straten in Wageningen werden genoemd naar de twee hoofdpersonen van de door hen geschreven serie, het Pad van Arendsoog en het Pad van Witte Veder.